# TestFlight
TestFlight是苹果公司的一种帮助开发者分发Beta版软件的应用，开发者可透过此应用向高达10,000名“测试员”分发待测试应用。开发者可以上传Beta版软件，并使用iTunes加入测试员的名字和电子邮件地址；而测试员可下载并使用这些适用于iOS、watchOS和tvOS的TestFlight应用程式，并向开发者提供回馈。